# Distrito de Tinco
El distrito de Tinco es uno de los once distritos de la provincia de Carhuaz, ubicado en el departamento de Áncash, en el Perú. El nombre de Tinco proviene del vocablo quechua tinku, que en castellano significa lugar de convergencia, la ciudad Tinco geográficamente está rodeada por dos ríos que convergen el río Buin y el río Santa, siendo Buin el río afluente.

## Historia

### Época pre-inca
Aparecen los grupos sedentarios que se establecieron en las partes altas de la Cordillera Blanca y Negra, siendo uno de ellos el grupo “Huauyanca”, que se asentaron en Toma, quienes dieron origen a la actual ciudad de Carhuaz.

### Inundación

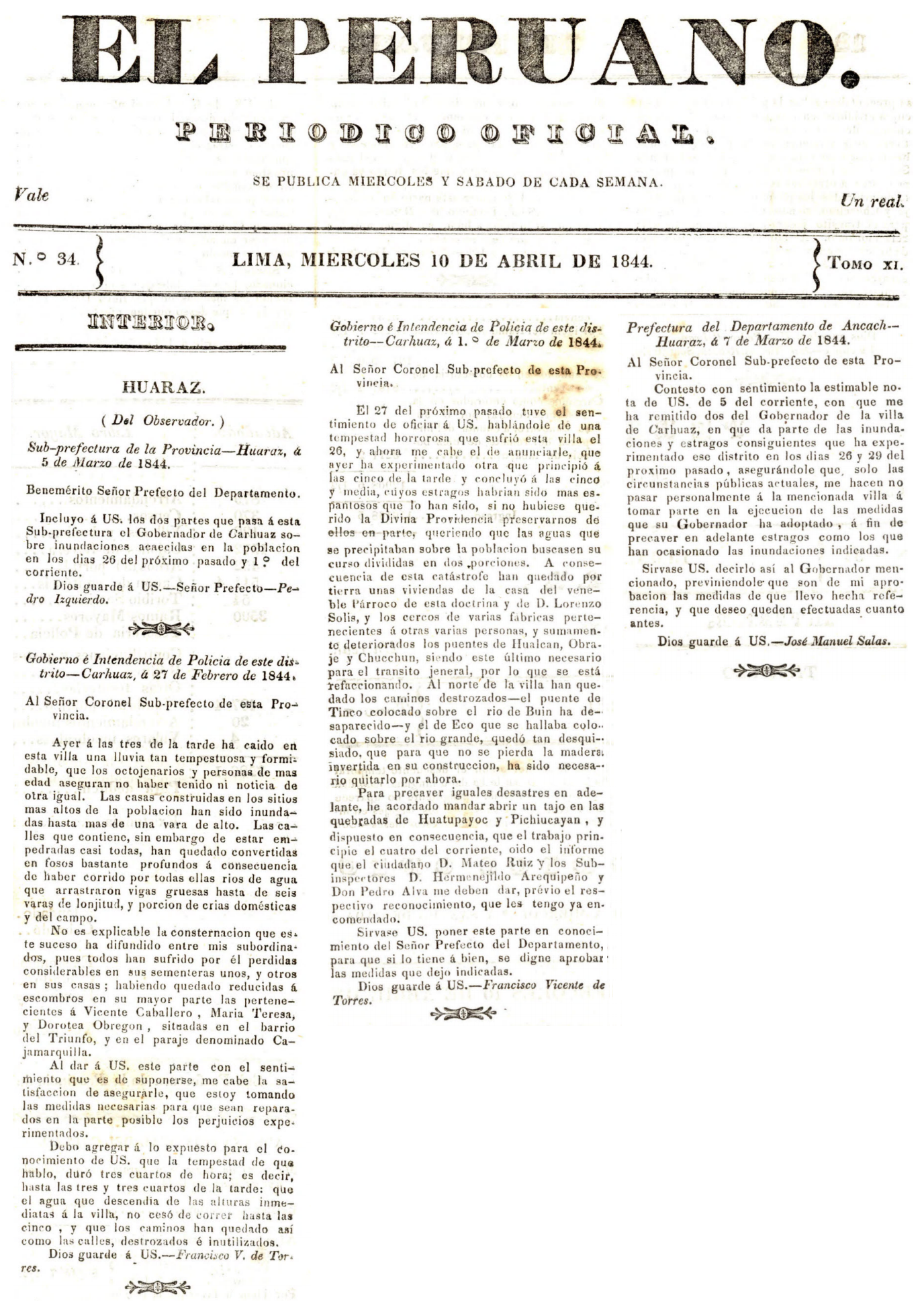
Inundación Carhuaz y Tinco 1844

El 26 de febrero de 1844, la ciudad de Carhuaz sufrió una intensa lluvia que inició a las 3 p. m. y se prolongó por 45 minutos, y a consecuencia de esta se produjo la inundación que no cesó hasta las 5 p. m. Este suceso no tenía precedente en años previos, según referencia de los moradores octogenarios. La inundación presentó en algunas zonas una altura de una vara (antigua medición aprox. 80 cm), trajo consigo vigas gruesas de 6 varas de largo y animales. Destruyo a su paso sementeras, casas, caminos y calles.
El 29 de febrero de 1844, se presentó otra inundación que inició a las 5 p. m. y duró 30 minutos, esta inundación tuvo peores estragos que la de días previos, generando dos caudales que atravesaron la ciudad de Carhuaz. A consecuencia de esta catástrofe, quedaron destruidas varis casas, fábricas, los puentes de Hualcan, Obraje y Chuchcun. En la villa de Tinco (hoy distrito de Tinco), quedaron caminos destruidos, el puente de Tinco sobre el río Buin desapareció y el puente de Eco ubicado sobre el Hatun Mayo (río Santa) quedó destruido.

### Batalla de Buin

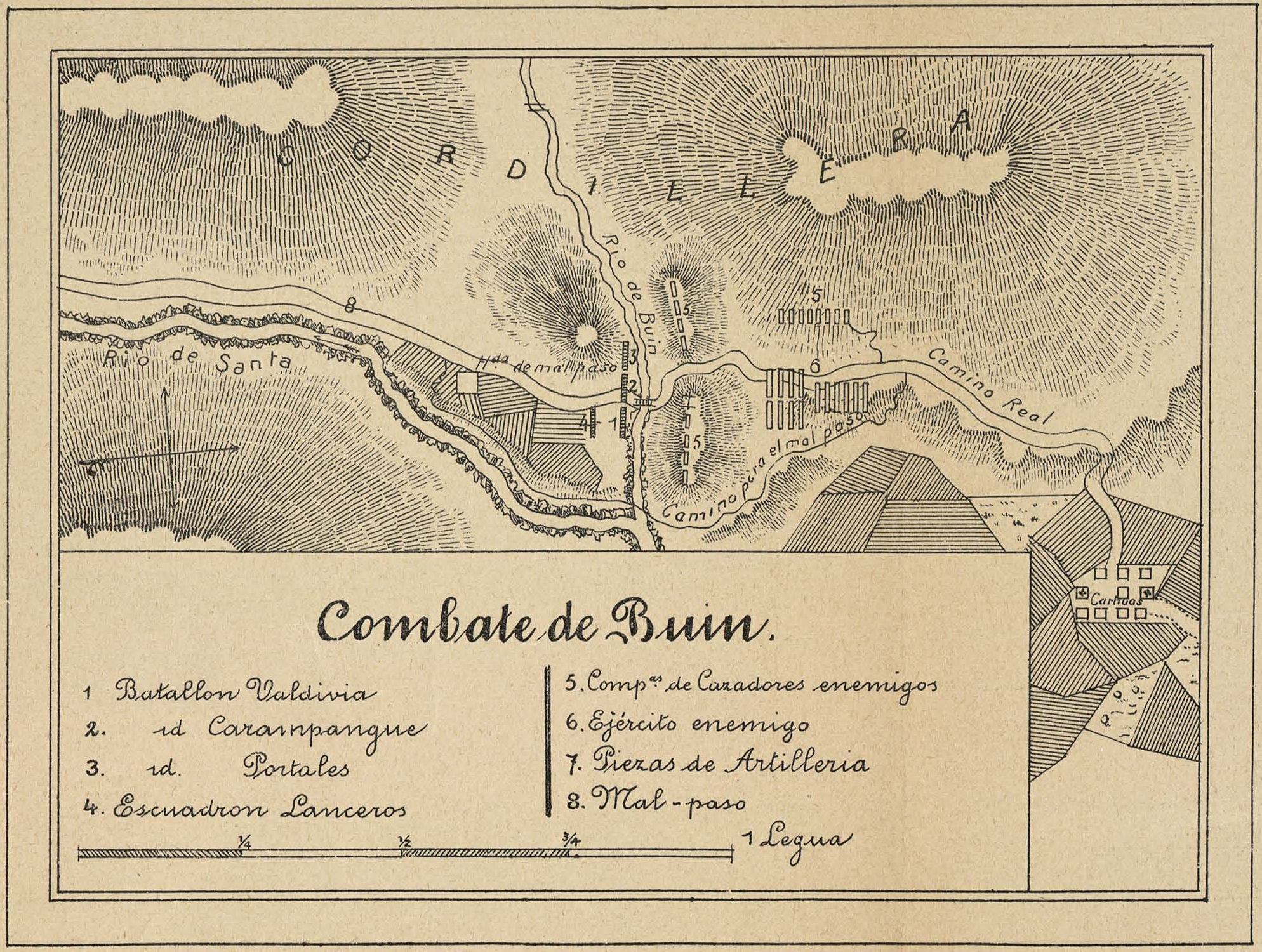
Cartografía de la batalla de Buin

La batalla de Buin, llamada también batalla del río Buin o batalla del puente de Buin, fue una batalla ocurrida el 6 de enero de 1839, en el marco de la Guerra contra la Confederación Perú-Boliviana. En este enfrentamiento, la retaguardia del Ejército Unido Restaurador, comandada por el mariscal Agustín Gamarra y el general Manuel Bulnes, se enfrentó a la vanguardia del ejército confederado bajo las órdenes del mariscal Andrés de Santa Cruz, en el puente del río Buin, ubicado en la ciudad de Tinco, provincia de Huaylas, territorio del Estado Nor-Peruano.
En conmemoración a esta batalla, el Ejército de Chile nombró a la unidad de infantería creada durante la revolución de 1851 como Regimiento de Infantería n.º 1 «Buin», nombre que mantiene hasta hoy.

### Censo general
En 1876, se efectuó un censo general, la población de Tinco fue:
| Pueblos | Hombres | Mujeres | Total |
| ------- | ------- | ------- | ----- |
| Mishqui | 184     | 164     | 348   |
| Toma    | 335     | 401     | 736   |
| Tinco   | 244     | 337     | 581   |
| Pampac  | 149     | 183     | 332   |
| Total   | 912     | 1085    | 1997  |

### Aluvión
El 20 de enero de 1938 se produjo la ruptura de la laguna Artesa (Paliashcocha) en la quebrada de Ulta, subcuenca del río Buín, que aguas debajo ocasionó daños irreparables con la destrucción de viviendas y pérdida de vidas humanas en la villa de Tinco, así como la destrucción de la vía de comunicación Carhuaz – Mancos. El daño se registró en las Coordenadas UTM 206066.85 E y 8974218.93 N (Sistema de Proyección Universal Mercator).

### Creación del distrito
El distrito fue creado mediante Ley del 30 de septiembre de 1941, durante el primer gobierno del Presidente Manuel Prado Ugarteche, gracias a la gestión del diputado por la provincia de Carhuaz, don Manuel Torres,  cuyo nombre lleva actualmente la avenida principal de la capital del distrito o hearthland.  Se determinó que la capital del distrito sea el pueblo de Tinco, pero el distrito comprende también los caseríos de Toma, Pampac y Malpaso.

#### Creación del centro poblado
El centro poblado de Toma fue creado el 4 de agosto de 1987.

## Cultura

### Festividades
El 30 de septiembre, creación política del Distrito de Tinco.
El 12 de octubre, aniversario de la Institución Educativa Señor de los Auxilios de Toma.
El 12 de octubre, fiesta en honor a la patrona del distrito "Virgen del Pilar", la festividad dura 8 días.
El 13 de octubre, fiesta en honor al patrón de Toma “Señor de los Auxilios” la festividad dura 2 días.
El 18 de octubre, fiesta en honor al “Señor de los Milagros” de Tinco.

### Restos Arqueológicos

#### Pampirca o Rosas Huayta
Se ubica en el cerro Pampirca y se extiende sobre un área de 300 por 150 metros, en una zona denominada Ishpe.

#### Piedra del Mono (Monu Qaqa)
Ubicada en Huauyanca.

## Geografía
Se encuentra territorialmente en el valle denominado Callejón de Huaylas, tiene una superficie de 15.44 km² y una población estimada mayor a 3500 habitantes. Su capital es el pueblo de Tinco.
Anexos: Centro Poblado Menor de Toma, Barrio San José, Caserío de Mishki, Comunidad Campesina de Pampac, Comunidad Campesina de Malpaso, Barrio Vista Alegre, Barrio de Huauyanca, Barrio Mulana, Barrio de Quillash y Barrio de Paty
| Noroeste: Provincia de Yungay | Norte: Provincia de Yungay | Noreste: Distrito de Amashca Distrito de Shilla |
| Oeste: Distrito de Ataquero   |                            | Este: Distrito de Carhuaz                       |
| Suroeste Distrito de Carhuaz  | Sur: Distrito de Carhuaz   | Sureste: Distrito de Carhuaz                    |

### Clima
| Parámetros climáticos promedio de Carhuaz | Parámetros climáticos promedio de Carhuaz | Parámetros climáticos promedio de Carhuaz | Parámetros climáticos promedio de Carhuaz | Parámetros climáticos promedio de Carhuaz | Parámetros climáticos promedio de Carhuaz | Parámetros climáticos promedio de Carhuaz | Parámetros climáticos promedio de Carhuaz | Parámetros climáticos promedio de Carhuaz | Parámetros climáticos promedio de Carhuaz | Parámetros climáticos promedio de Carhuaz | Parámetros climáticos promedio de Carhuaz | Parámetros climáticos promedio de Carhuaz | Parámetros climáticos promedio de Carhuaz |
| Mes                                       | Ene.                                      | Feb.                                      | Mar.                                      | Abr.                                      | May.                                      | Jun.                                      | Jul.                                      | Ago.                                      | Sep.                                      | Oct.                                      | Nov.                                      | Dic.                                      | Anual                                     |
| ----------------------------------------- | ----------------------------------------- | ----------------------------------------- | ----------------------------------------- | ----------------------------------------- | ----------------------------------------- | ----------------------------------------- | ----------------------------------------- | ----------------------------------------- | ----------------------------------------- | ----------------------------------------- | ----------------------------------------- | ----------------------------------------- | ----------------------------------------- |
| Temp. máx. media (°C)                     | 25                                        | 26                                        | 26                                        | 24                                        | 23                                        | 22                                        | 21                                        | 20                                        | 21                                        | 21                                        | 22                                        | 24                                        | 22.9                                      |
| Temp. media (°C)                          | 22                                        | 23                                        | 23                                        | 21                                        | 20                                        | 19                                        | 18                                        | 18                                        | 18                                        | 18                                        | 19                                        | 20                                        | 19.9                                      |
| Temp. mín. media (°C)                     | 18                                        | 19                                        | 19                                        | 18                                        | 17                                        | 18                                        | 16                                        | 15                                        | 15                                        | 15                                        | 16                                        | 17                                        | 16.9                                      |
| Precipitación total (mm)                  | 0.5                                       | 1.9                                       | 1.5                                       | 0.6                                       | 0                                         | 0                                         | 0                                         | 0                                         | 0                                         | 0.2                                       | 0.8                                       | 0.5                                       | 6                                         |
| Humedad relativa (%)                      | 81                                        | 80                                        | 82                                        | 84                                        | 85                                        | 84                                        | 85                                        | 85                                        | 85                                        | 84                                        | 83                                        | 82                                        | 83.3                                      |
| Fuente: timeanddate.com/                  |                                           |                                           |                                           |                                           |                                           |                                           |                                           |                                           |                                           |                                           |                                           |                                           |                                           |

## Autoridades

### Municipales[8]
| Inicio de mandato | Fin de mandato    | Cargo   | Autoridad                                     | Tipo Org. Política  | Organización Política                                                 |
| ----------------- | ----------------- | ------- | --------------------------------------------- | ------------------- | --------------------------------------------------------------------- |
| Enero de 1964     | Diciembre de 1966 | Alcalde | Antonio Huaman Leyva                          | 'Alianza Electoral' | Alianza Accion Popular - Democracia Cristiana                         |
| Enero de 1964     | Diciembre de 1966 | Regidor | Víctor Necochea Vega                          | Alianza Electoral   | Alianza Acción Popular - Democracia Cristiana                         |
| Enero de 1964     | Diciembre de 1966 | Regidor | Asunción Mendoza León                         | Alianza Electoral   | Alianza Acción Popular - Democracia Cristiana                         |
| Enero de 1964     | Diciembre de 1966 | Regidor | Miguel Bedon Alva                             | Alianza Electoral   | Alianza Acción Popular - Democracia Cristiana                         |
| Enero de 1964     | Diciembre de 1966 | Regidor | Matias Minaya Infantes                        | Alianza Electoral   | Alianza Acción Popular - Democracia Cristiana                         |
| Enero de 1964     | Diciembre de 1966 | Regidor | Timoteo Méndez Pacheco                        | Alianza Electoral   | Coalición APRA - UNO                                                  |
| Enero de 1967     | Diciembre de 1969 | Alcalde | Victor Leyva Lopez                            | 'Alianza Electoral' | Coalicion APRA - UNO                                                  |
| Enero de 1967     | Diciembre de 1969 | Regidor | David L. A Asencios                           | Alianza Electoral   | Coalición APRA - UNO                                                  |
| Enero de 1967     | Diciembre de 1969 | Regidor | Máximo Robles Cadillo                         | Alianza Electoral   | Coalición APRA - UNO                                                  |
| Enero de 1967     | Diciembre de 1969 | Regidor | Manuel Minaya Cochachin                       | Alianza Electoral   | Coalición APRA - UNO                                                  |
| Enero de 1967     | Diciembre de 1969 | Regidor | Pedro León Méndez Alva                        | Alianza Electoral   | Coalición APRA - UNO                                                  |
| Enero de 1967     | Diciembre de 1969 | Regidor | Dionicio Milla López                          | Alianza Electoral   | Alianza Acción Popular - Democracia Cristiana                         |
| Enero de 1981     | Diciembre de 1983 | Alcalde | Antonio Huaman Leyva                          | 'Partido Político'  | 'Accion Popular'                                                      |
| Enero de 1981     | Diciembre de 1983 | Regidor | Lucía Lozano López                            | Partido Político    | Acción Popular                                                        |
| Enero de 1981     | Diciembre de 1983 | Regidor | Melchor Encarnacion Rodríguez                 | Partido Político    | Acción Popular                                                        |
| Enero de 1981     | Diciembre de 1983 | Regidor | Leonardo Minaya Infantes                      | Partido Político    | Acción Popular                                                        |
| Enero de 1981     | Diciembre de 1983 | Regidor | Marcelino Leonardo Minaya Cadillo             | Lista Independiente | Lista Independiente                                                   |
| Enero de 1981     | Diciembre de 1983 | Regidor | Víctor Leyva Flores                           | Lista Independiente | Lista Independiente                                                   |
| Enero de 1984     | Diciembre de 1986 | Alcalde | Roberto Barron Castro                         | 'Alianza Electoral' | Izquierda Unida                                                       |
| Enero de 1984     | Diciembre de 1986 | Regidor | Irma Robles Sartori De Sánchez                | Alianza Electoral   | Izquierda Unida                                                       |
| Enero de 1984     | Diciembre de 1986 | Regidor | Máximo Maguiña Cadillo                        | Alianza Electoral   | Izquierda Unida                                                       |
| Enero de 1984     | Diciembre de 1986 | Regidor | Julio Aurelio Obregón Caballero               | Alianza Electoral   | Izquierda Unida                                                       |
| Enero de 1984     | Diciembre de 1986 | Regidor | Pastor Custodio Toscano Leyva                 | Alianza Electoral   | Izquierda Unida                                                       |
| Enero de 1984     | Diciembre de 1986 | Regidor | Andrés Dextre Luna                            | Partido Político    | Partido Aprista Peruano                                               |
| Enero de 1987     | Diciembre de 1989 | Alcalde | Vidal Adolfo Bernardo Leyva                   | Lista Independiente | L.I. N° 5                                                             |
| Enero de 1987     | Diciembre de 1989 | Regidor | Pedro Ita García                              | Lista Independiente | L.I. N.º 5                                                            |
| Enero de 1987     | Diciembre de 1989 | Regidor | Saturnino Torres Puntillo                     | Lista Independiente | L.I. N.º 5                                                            |
| Enero de 1987     | Diciembre de 1989 | Regidor | Julián Oyos Figueroa                          | Lista Independiente | L.I. N.º 5                                                            |
| Enero de 1987     | Diciembre de 1989 | Regidor | Agustín Verillo Vino                          | Lista Independiente | L.I. N.º 5                                                            |
| Enero de 1987     | Diciembre de 1989 | Regidor | David Juan Flores Lojano                      | Alianza Electoral   | Frente Electoral Izquierda Unida                                      |
| 1991              | 1993              | Alcalde | Julio Virgilio De La Cruz Torres              | 'Alianza Electoral' | Izquierda Unida                                                       |
| 1991              | 1993              | Regidor | Julio Aurelio Obregón Caballero               | Alianza Electoral   | Izquierda Unida                                                       |
| 1991              | 1993              | Regidor | Edmundo Méndez Silvestre                      | Alianza Electoral   | Izquierda Unida                                                       |
| 1991              | 1993              | Regidor | Francisco López Torres                        | Alianza Electoral   | Izquierda Unida                                                       |
| 1991              | 1993              | Regidor | Edilberto Mario Huaman Albornoz               | Lista Independiente | L.I N.º 15 Lista Independiente Frente Moralizador                     |
| 1991              | 1993              | Regidor | Marcelino Villanueva Rodríguez                | Lista Independiente | L.I N.º 13 Frente Independiente Renovación Tinqueña                   |
| Enero de 1996     | Diciembre de 1998 | Alcalde | Juan Oscar Robles Sartori                     | Lista Independiente | L.I. Nro 3 Cambio Municipal De Carhuaz                                |
| Enero de 1996     | Diciembre de 1998 | Regidor | Raúl Ramírez Méndez                           | Lista Independiente | L.I. Nro 3 Cambio Municipal De Carhuaz                                |
| Enero de 1996     | Diciembre de 1998 | Regidor | Félix Pajuelo Méndez                          | Lista Independiente | L.I. Nro 3 Cambio Municipal De Carhuaz                                |
| Enero de 1996     | Diciembre de 1998 | Regidor | Aurelio Quito Yuncar                          | Lista Independiente | L.I. Nro 3 Cambio Municipal De Carhuaz                                |
| Enero de 1996     | Diciembre de 1998 | Regidor | Eucario Arturo Concepción Mendoza             | Lista Independiente | L.I. Nro 7 Somos Trabajo                                              |
| Enero de 1996     | Diciembre de 1998 | Regidor | Marcelino Leonardo Minaya Castillo            | Lista Independiente | L.I. Nro 7 Somos Trabajo                                              |
| Enero de 1999     | Diciembre de 2002 | Alcalde | Saturnino Florencio Torres Puntillo           | Partido Político    | Movimiento Independiente Vamos Vecino                                 |
| Enero de 1999     | Diciembre de 2002 | Regidor | Teodoro Minaya Cadillo                        | Partido Político    | Movimiento Independiente Vamos Vecino                                 |
| Enero de 1999     | Diciembre de 2002 | Regidor | Belinda Gladys Mejia Cochay                   | Partido Político    | Movimiento Independiente Vamos Vecino                                 |
| Enero de 1999     | Diciembre de 2002 | Regidor | Lidia Yanet Villanueva Granados               | Partido Político    | Movimiento Independiente Vamos Vecino                                 |
| Enero de 1999     | Diciembre de 2002 | Regidor | Juan Cerna Araujo                             | Partido Político    | Movimiento Independiente Vamos Vecino                                 |
| Enero de 1999     | Diciembre de 2002 | Regidor | Tito Moisés Mendoza Tamara                    | Lista Independiente | Democrático                                                           |
| Enero de 2003     | Diciembre de 2006 | Alcalde | Simeon Alejandro Rodriguez Rojas              | Partido Político    | Peru Posible                                                          |
| Enero de 2003     | Diciembre de 2006 | Regidor | Pompeyo Nicasio Vino Huacho                   | Partido Político    | Perú Posible                                                          |
| Enero de 2003     | Diciembre de 2006 | Regidor | Valeriano Máximo Jiménez Miñin                | Partido Político    | Perú Posible                                                          |
| Enero de 2003     | Diciembre de 2006 | Regidor | Marta Filomena Minaya Huaman                  | Partido Político    | Perú Posible                                                          |
| Enero de 2003     | Diciembre de 2006 | Regidor | Nelida Soledad Huertas De Hoyos               | Partido Político    | Perú Posible                                                          |
| Enero de 2003     | Diciembre de 2006 | Regidor | Antonio Magno Pajuelo García                  | Lista Independiente | Movimiento Independiente Gestión Municipal                            |
| Enero de 2007     | Diciembre de 2010 | Alcalde | Simeon Alejandro Rodriguez Rojas              | Organización Local  | Frente Independiente Allí Cholo                                       |
| Enero de 2007     | Diciembre de 2010 | Regidor | Pedro Gabino Méndez Silvestre                 | Organización Local  | Frente Independiente Allí Cholo                                       |
| Enero de 2007     | Diciembre de 2010 | Regidor | Pompeyo Nicasio Vino Huacho                   | Organización Local  | Frente Independiente Allí Cholo                                       |
| Enero de 2007     | Diciembre de 2010 | Regidor | Gladys Luisa Torres Rimey                     | Organización Local  | Frente Independiente Allí Cholo                                       |
| Enero de 2007     | Diciembre de 2010 | Regidor | Hilda Rosa Felipe Natividad                   | Organización Local  | Frente Independiente Allí Cholo                                       |
| Enero de 2007     | Diciembre de 2010 | Regidor | Nancy María Gutiérrez Torres                  | Partido Político    | Partido Nacionalista Peruano                                          |
| Enero de 2011     | Noviembre de 2014 | Alcalde | William Alfredo Gonzales Milla (inhabilitado) | Partido Político    | Peru Posible                                                          |
| Noviembre de 2014 | Diciembre de 2014 | Alcalde | Pedro Gabino Mendez Silvestre (provisional)   | Partido Político    | Peru Posible                                                          |
| Enero de 2011     | Noviembre de 2014 | Regidor | Pedro Gabino Méndez Silvestre                 | Partido Político    | Perú Posible                                                          |
| Enero de 2011     | Diciembre de 2014 | Regidor | John Jaime Vega Salvador                      | Partido Político    | Perú Posible                                                          |
| Enero de 2011     | Diciembre de 2014 | Regidor | Judith Florencia Leiva Cochay De Vino         | Partido Político    | Perú Posible                                                          |
| Enero de 2011     | Diciembre de 2014 | Regidor | Hilda Rosa Felipe Natividad                   | Partido Político    | Perú Posible                                                          |
| Noviembre de 2014 | Diciembre de 2014 | Regidor | Jenny Zenobia Popayan Gutiérrez (provisional) | Partido Político    | Perú Posible                                                          |
| Enero de 2011     | Diciembre de 2014 | Regidor | Agustín Porfirio Anco Yanac                   | Movimiento Regional | Movimiento Independiente Nueva Esperanza Regional Ancashina Nueva Era |
| Enero de 2015     | Diciembre de 2018 | Alcalde | Williams Johel Quito Leon                     | 'Partido Político'  | Siempre Unidos                                                        |
| Enero de 2015     | Junio de 2018     | Regidor | Javier Pedro Cantu Mallqui (licencia)         | Partido Político    | Siempre Unidos                                                        |
| Enero de 2015     | Diciembre de 2018 | Regidor | Miguel Nilton Cántaro Mejía                   | Partido Político    | Siempre Unidos                                                        |
| Enero de 2015     | Diciembre de 2018 | Regidor | Jesús Isaac Pajuelo Espíritu                  | Partido Político    | Siempre Unidos                                                        |
| Enero de 2015     | Diciembre de 2018 | Regidor | Daria Mercedes Saavedra Silvestre             | Partido Político    | Siempre Unidos                                                        |
| Junio de 2018     | Diciembre de 2018 | Regidor | Ingrit Mónica Ventura Roque (provisional)     | Partido Político    | Siempre Unidos                                                        |
| Enero de 2015     | Diciembre de 2018 | Regidor | Adolfo William Rodríguez Olivera              | Movimiento Regional | Movimiento Independiente Regional Río Santa Caudaloso                 |
| Enero de 2019     | Diciembre de 2022 | Alcalde | Agripino Rusbany Cochachin Minaya             | Movimiento Regional | Movimiento Independiente Regional El Maicito                          |
| Enero de 2019     | Diciembre de 2022 | Regidor | Artemio José Peña Infantes                    | Movimiento Regional | Movimiento Independiente Regional El Maicito                          |
| Enero de 2019     | Diciembre de 2022 | Regidor | Alfonso Gregorio Milla Torres                 | Movimiento Regional | Movimiento Independiente Regional El Maicito                          |
| Enero de 2019     | Diciembre de 2022 | Regidor | Frank Eder Chávez Apeña                       | Movimiento Regional | Movimiento Independiente Regional El Maicito                          |
| Enero de 2019     | Diciembre de 2022 | Regidor | Lusmila Dalila Vega Ciriaco                   | Movimiento Regional | Movimiento Independiente Regional El Maicito                          |
| Enero de 2019     | Diciembre de 2022 | Regidor | Christie Cibeles Duran García                 | Movimiento Regional | Movimiento Independiente Regional Hora Cero                           |